# دانشگاه انتوفاگاستا
دانشگاه انتوفاگاستا (به اسپانیایی: Universidad de Antofagasta) یک دانشگاه در شیلی است که در آنتوفاگاستا واقع شده‌است.